# Грабб, Тимоти
Тимоти Джон (Тим) Грабб (англ. Timothy John „Tim“ Grubb; 30 мая 1954, Лестершир, Великобритания — 11 мая 2010, Иллинойс, США) — британский спортсмен-конник, серебряный призёр летних Олимпийских игр 1984.
На летних Олимпийских играх 1984 года в Лос-Анджелесе на лошади Linky он завоевал серебряную медаль в командном конкуре в составе сборной Великобритании. В 1992 году участвовал в Играх в Барселоне (7-е место в командном конкуре).
В 1978 году принял американское гражданство и переехал в США, поскольку был женат на американке. Там он продолжил свою карьеру и выиграл ряд турниров, в том числе American Grand Prix Association Championship, American Invitational, Devon Horse Show и Hampton Classic Horse Show. В 1994 году принимал участие на чемпионате мира в Гааге в составе команды США.
По окончании карьеры работал дилером по продаже лошадей.